# Itinéraire principal 5 (Portugal)
Pour les articles homonymes, voir IP5.
L'IP5 est une voie rapide portugaise qui reliait Aveiro à Vilar Formoso et qui s'est vue remplacée par l'autoroute . Néanmoins quelques tronçons ont été préservés dans la zone de Viseu et Guarda et servent essentiellement au trafic local.
L'IP5 était la route la plus accidentogène du Portugal et la troisième à l'échelle mondiale. Ceci était essentiellement dû à des virages très serrés, à des marquages au sol confus et à une signalisation peu claire. Elle était surnommé au Portugal la "Route de la Mort".
Peu après son inauguration, de nombreux problèmes et défauts de construction sont apparus : virages très serrés, descentes à 7 % et 8 %, marquages confus et signalisation défaillante. Dans l'esprit des conducteurs, l'IP5 restait une voie rapide avec des vitesses moyennes de 80 à 100 km/h, ce qui aggravait la situation initiale du projet.
Rapidement, les morts se sont multipliés et les points noirs marqués de personnages en noir sur le bord de la route. on pense à la traversée de la Serra do Caramulo, la portion entre Talhadas et Viseu, la traversée de la périphérie de Guarda ou encore Fagilde et Chãs de Tavares. Le point noir principal était la descente de Alvendre (Guarda) avec un dénivelé de 9 % et des virages très serrés en bout de descente. Irrémédiablement, les freins des camions ne survivaient pas.

## Accidents
Entre novembre 1988 et juin 1999, près de 2500 accidents se sont produits sur l'IP5 avec 297 morts. L'année 1998 fut le plus tragique de l'histoire de cette route avec 48 vies disparues sur le bitume de l'IP5.
Selon un article paru en 2005 du journal The Sunday Times, l'IP5 fut la 3e route la plus dangereuse du monde derrière la route des Yungas en Bolivie et une route espagnole reliant Malaga aux cités balnéaires de Torremolinos e Marbella.
| Sinistres               | IP5 (voie rapide) (janvier 2000 - décembre 2000) | IP5/A25 (autoroute) (octobre 2006 - septembre 2007) | Évolution |
| ----------------------- | ------------------------------------------------ | --------------------------------------------------- | --------- |
| Accidents avec victimes | 134                                              | 92                                                  | –31 %     |
| Victimes mortelles      | 17                                               | 4                                                   | –76 %     |